# Lignocerylalkohol
Lignocerylalkohol ist eine kettenförmige chemische Verbindung aus der Gruppe der Wachsalkohole.

## Vorkommen

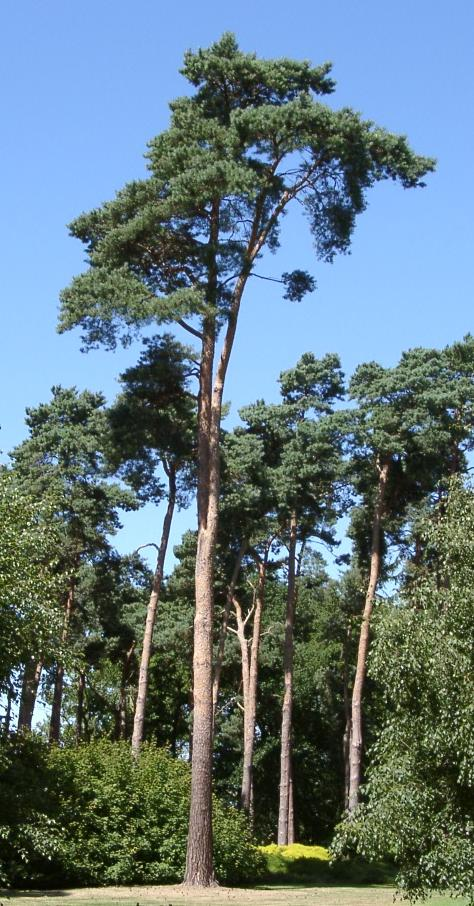
Wald-Kiefer (Pinus sylvestris)

Lignocerylalkohol kommt im Rindenwachs von Pinaceen und im Montanwachs vor.

## Gewinnung und Darstellung
Lignocerylalkohol kann aus Lanolin gewonnen werden. Dieses wird verseift und die Wachsalkohole mit Petrolether extrahiert und die einzelnen Verbindungen isoliert.
Es kann auch durch Reduktion von Lignocerinsäure gewonnen werden.

## Eigenschaften
Lignocerylalkohol ist ein weißer Feststoff, der praktisch unlöslich in Wasser ist.

## Verwendung
Lignocerylalkohol ist wie andere Fettalkohole durch die große Anzahl von Reaktionen, die die Hydroxygruppe eingeht, als Zwischenprodukt von großer kommerzieller Bedeutung.